# Sandusky Automobile Company
Sandusky Automobile Company, vorher Sandusky Automobile Manufacturing Company, war ein US-amerikanischer Hersteller von Automobilen.

## Unternehmensgeschichte
Ein Konsortium unter Leitung von F. M. Underwood übernahm 1900 die Reste der Ohio Gas Engine Company aus Bucyrus in Ohio. Die Sandusky Automobile Manufacturing Company mit Sitz in Sandusky in Ohio wurde gegründet. Der Plan war, in einem Werk in Sandusky Automobile herzustellen. Uneinigkeit zwischen den beteiligten Personen verhinderte dies zunächst. Underwood schied im Frühjahr 1900 aus dem Unternehmen aus.
Francis X. Frantz von der Frantz Body Manufacturing Company aus Akron in Ohio hatte bereits 1899 die Absicht geäußert, ins Automobilgeschäft einzusteigen. Er trat 1902 in das Unternehmen ein. Nun begann die Produktion von Automobilen. Der Markenname lautete zunächst Sandusky.
Ende 1902 übernahm James J. Hinde das Unternehmen. Er benannte es in Sandusky Automobile Company um. 1904 kamen Fahrzeuge der Marke Courier dazu. Im Oktober 1904 folgte der Bankrott.
Im April 1905 wurde die Fertigung der Courier-Modelle fortgesetzt. Noch 1905 endete die Produktion. Insgesamt entstanden etwa 225 Fahrzeuge der Marke Courier, zuzüglich einer unbekannten Anzahl an Sandusky-Autos.

## Fahrzeuge

### Markenname Sandusky
Eine Modellreihe hatte Ottomotoren. Der Einzylindermotor leistete 5 PS. Er trieb über ein Planetengetriebe und eine Kette die Hinterachse an. Das Fahrgestell hatte 165 cm Radstand. Die offene Karosserie bot Platz für zwei Personen. Das Leergewicht betrug etwa 272 kg.
Daneben entstanden Elektroautos.

### Markenname Courier
Diese Fahrzeuge waren etwas stärker motorisiert und länger. Außerdem hatten sie ein gewöhnliches Getriebe. 1904 leistete der Einzylindermotor 7 PS. Der Radstand betrug 178 cm. Style D war ein Runabout und Style F ein French-Front Runabout.
1905 ersetzte das Model I den bisherigen Style D. Motor und Radstand blieben unverändert. Der Runabout bot Platz für zwei Personen. Außerdem ergänzte das Model H das Sortiment. Er hatte einen Motor mit 8 PS Leistung sowie ein Fahrgestell mit 193 cm Radstand. Der Aufbau war ein viersitziger Tonneau.

## Modellübersicht
| Jahr      | Marke    | Modell   | Zylinder | Leistung (PS) | Radstand (cm) | Aufbau                |
| --------- | -------- | -------- | -------- | ------------- | ------------- | --------------------- |
| 1902–1904 | Sandusky | 5 HP     | 1        | 5             | 165           | Runabout              |
| 1902–1904 | Sandusky | Electric |          |               |               |                       |
| 1904      | Courier  | Style D  | 1        | 7             | 178           | Runabout              |
| 1904      | Courier  | Style F  | 1        | 7             | 178           | French-Front Runabout |
| 1905      | Courier  | Model H  | 1        | 8             | 193           | Tonneau 4-sitzig      |
| 1905      | Courier  | Model I  | 1        | 7             | 178           | Runabout 2-sitzig     |